# Luis III de Borbón-Montpensier
Luis III de Borbón-Montpensier (en francés Louis III de Bourbon-Montpensier) (Moulins, 10 de junio de 1513-Champigny, 23 de septiembre de 1582) fue duque de Montpensier y príncipe de sangre francés. Era hijo del príncipe Luis de La Roche-sur-Yon y de la duquesa Luisa de Montpensier.

## Biografía
Fue el cuarto hijo y primer varón del matrimonio formado por Luis de Borbón-Vendôme, príncipe de La Roche-sur-Yon y Luisa de Borbón-Montpensier, primera duquesa de Montpensier.
Bajo las órdenes de Anne de Montmorency, batalló contra el emperador Carlos V en Provenza y en Artois. En 1543, recibe el delfinado de Auvernia. A la muerte de su madre en 1561, se convirtió en duque de Montpensier.
Se benefició de la influencia que su esposa, Jacqueline de Longwy, tenía sobre la reina Catalina de Médici. Durante el verano de 1560, Luis fue nombrado gobernador de Turena, Anjou y Maine. 
En agosto de 1560, estuvo a cargo de reprimir los trastornos provocados por las revueltas protestantes. Jacqueline sentía simpatía por el protestantismo que su marido desaprobó. En 1563, reconquista Angulema y Cognac.
Participó en la masacre de San Bartolomé (1572), donde luchó contra los protestantes dentro de los que se encontraban algunos parientes suyos como el futuro rey de Francia, Enrique IV. 

### Matrimonios e hijos
En 1538 contrajo matrimonio con Jacqueline de Longwy, condesa de Bar, quien era hija de Juan IV de Longwy, barón de Pagny, y de Juana de Angulema, hermana ilegítima del rey Francisco I. Como regalo de bodas, Su Majestad el rey Francisco, les nombró condes de Forez, príncipes de Dombes y señores de Beaujeu. De esta unión nacieron seis hijos:
- Francisca (1539-1587), casada en 1559 con Enrique Roberto de La Marck, príncipe de Sedán y duque de Bouillon († 1574). Ella jugó un papel crucial en la organización del Colegio de Sedan en 1579.
- Ana (1540-1572), casada en 1561 con Francisco II, duque de Nevers y conde de Rethel († 1562).
- Juana (1541-1620), abadesa de Jouarre.
- Francisco (1542-1592), duque de Montpensier.
- Carlota (1547-1582), abadesa de Jouarre, casada en 1571 con Guillermo de Nassau, príncipe de Orange († 1584), estatúder de los Países Bajos.
- Luisa (1548-1586), abadesa de Faremoutier.

Contrajo matrimonio nuevamente el 4 de febrero de 1570 con Catalina María de Lorena (1552–1596), hermana de Enrique I, duque de Guisa y de Carlos de Lorena, duque de Mayenne. No tuvo descendencia en este matrimonio.

## Muerte
A su muerte en 1582, todos sus títulos fueron heredados a su único hijo varón, Francisco de Montpensier.
| Predecesor: Dominio real             | Conde de Forez Príncipe de Dombes Señor de Beaujeu 1538 – 1582 | Sucesor: Francisco de Montpensier |
| Predecesor: Dominio real             | Delfín de Auvernia 1543 – 1582                                 | Sucesor: Francisco de Montpensier |
| Predecesor: Luisa de Montpensier     | Duque de Montpensier 1561 – 1582                               | Sucesor: Francisco de Montpensier |
| Predecesor: Carlos de Borbón-Vendôme | Príncipe de La Roche-sur-Yon 1565 – 1582                       | Sucesor: Francisco de Montpensier |

- Datos: Q927365
- Multimedia: Louis III de Montpensier / Q927365